# Canarium strictum
Canarium strictum är en tvåhjärtbladig växtart som beskrevs av William Roxburgh. Canarium strictum ingår i släktet Canarium och familjen Burseraceae. Inga underarter finns listade i Catalogue of Life.

## Bildgalleri

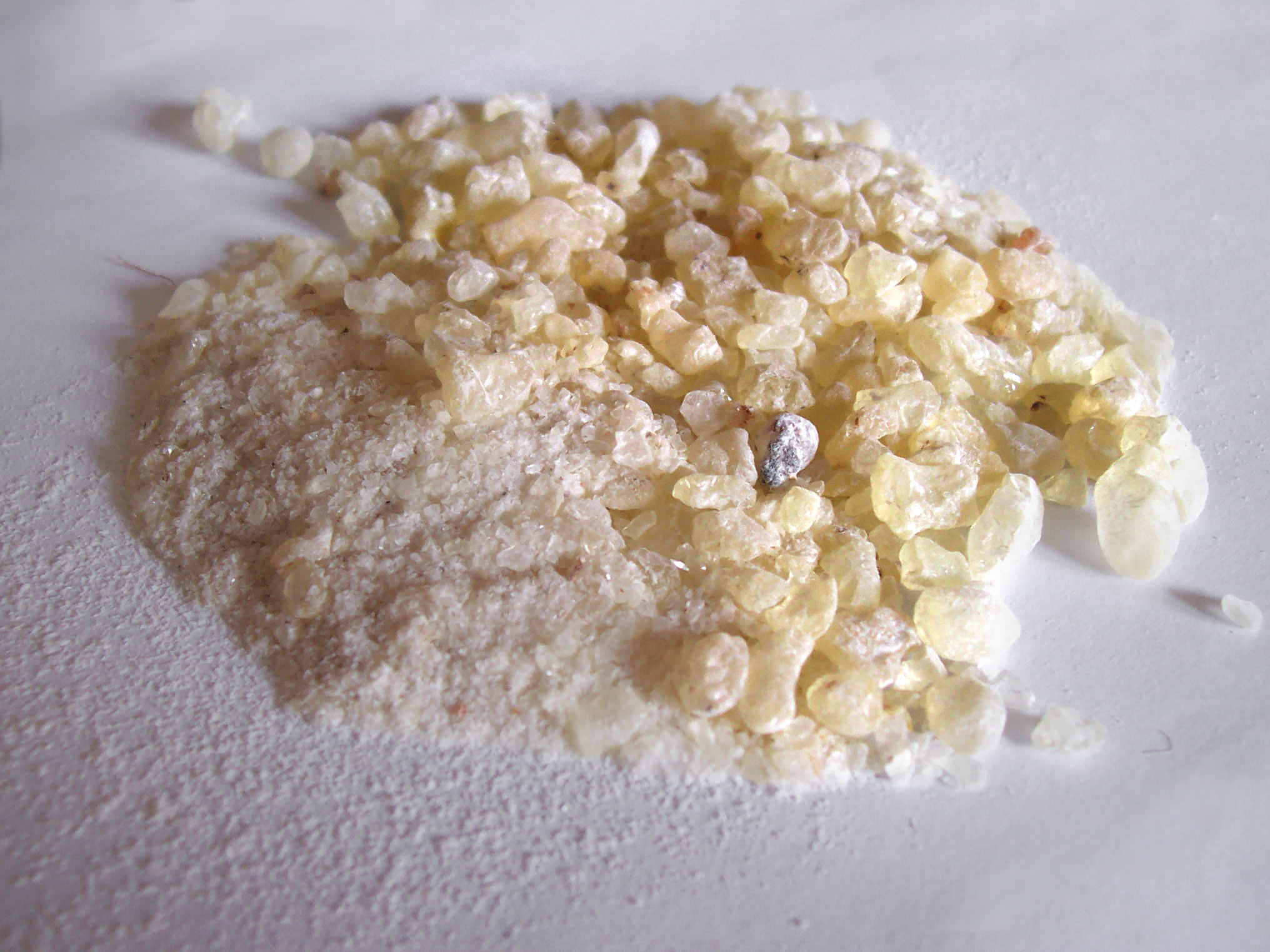
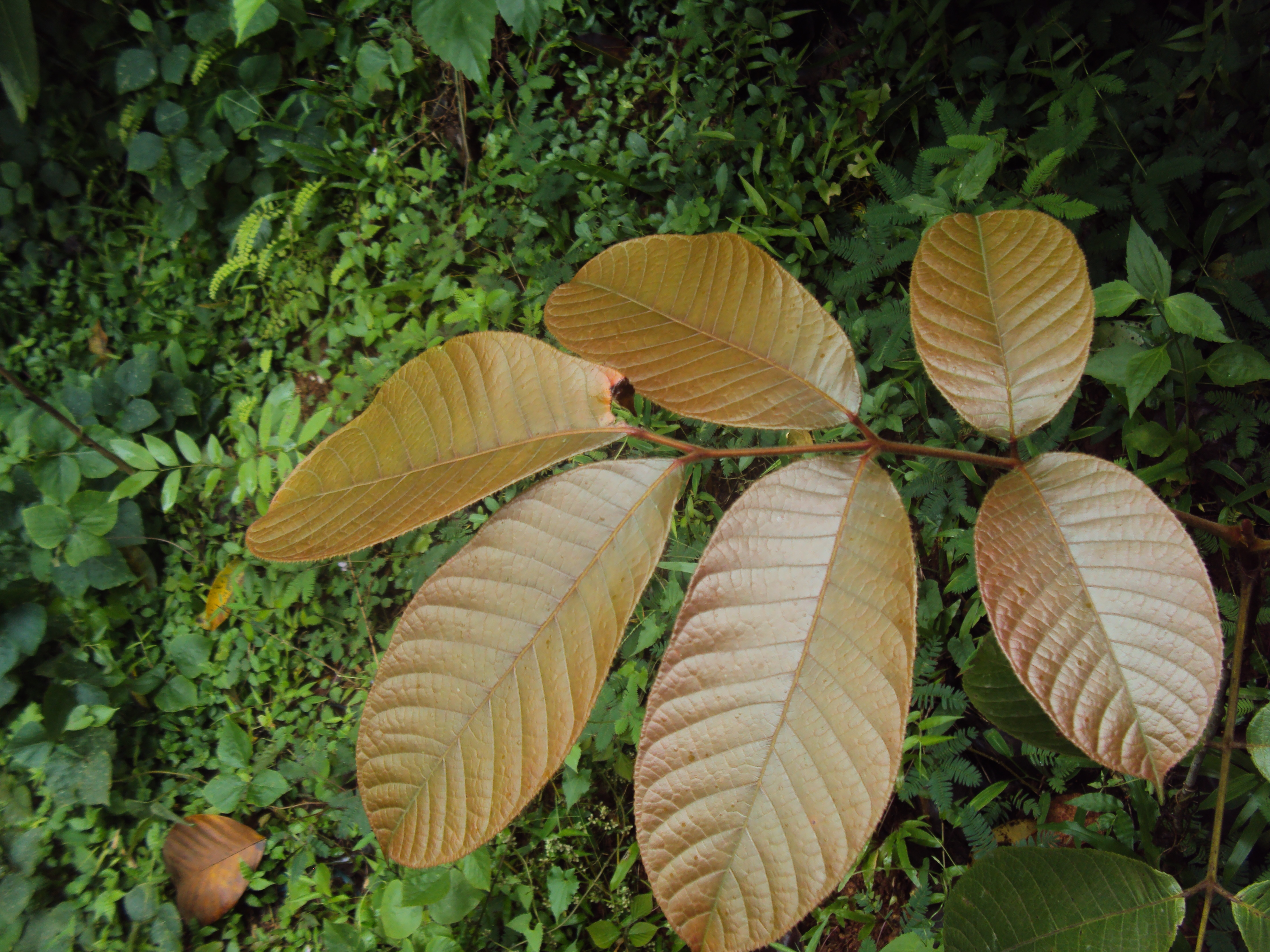